# Плачкова Тетяна Михайлівна
Тетяна Михайлівна Плачкова (нар. 5 січня 1983, Криничне) — український адвокат, політик. 
Колишній член забороненої в Україні проросійської політичної партії соціального спрямування - ОПЗЖ. Народний депутат України 9-го скликання.

## Життєпис
Народилась 5 лютого 1983 року у селі Криничне Болградського району Одеської області.
Освіта вища.
Плачкова є засновником ТОВ "Юридична компанія «Кі енд Кейс».
Член Ради адвокатів Одеської області.
Вона працювала у Державній архітектурно-будівельній інспекції.
У 2020 році разом з Віктором Медведчуком їздила в Росію, де в Кремлі зустрічалася з депутатами думи.

## Політична діяльність
Помічник народного депутата Катерини Ващук.
Кандидат у народні депутати від партії «Опозиційна платформа — За життя» на парламентських виборах 2019 року, № 31 у списку. На час виборів: адвокат, член партії «Опозиційна платформа — За життя». Проживає в місті Києві.
Член Комітету Верховної Ради з питань організації державної влади, місцевого самоврядування, регіонального розвитку та містобудування.
Співголова групи з міжпарламентських зв'язків з Грецькою Республікою, співголова групи з міжпарламентських зв'язків з Республікою Болгарія.
У липні 2023 року написала заяву на складання мандату народного депутата.